# Lucas Oil Stadium
Lucas Oil Stadium – stadion sportowy położony w amerykańskim mieście Indianapolis w stanie Indiana, zbudowany w 2008 roku. Jego maksymalna pojemność wynosi 63 tysięcy widzów. Rozgrywany był na nim mecz finałowy Super Bowl XLVI (2012).